# Airto Moreira
Airto Guimorvan Moreira (Itaiópolis, Santa Catarina, 5 de agosto de 1941) es un baterista, percusionista y compositor brasileño. 

## Biografía
Aprendió canto, piano, violín, mandolina y teoría musical en Ponta Grossa, 
y en 1956, se trasladó a Curitiba. En 1962 creó el Sambalanço Trio, juntamente con César Camargo Mariano y Humberto Cláiber, entre 1966 y 1969 integró el Quarteto Novo con Teo de Barros, Heraldo do Monte y Hermeto Pascoal, y a fináles de los años 60 se trasladó a Estados Unidos con su esposa, la cantante de jazz Flora Purim.

## Discografía
- Sambalanço Trio (1964)
- À vontade Mesmo. Raulzinho e o Sambalanço Trio (1965)
- Reencontro com Sambalanço Trio (1965)
- Lennie Dale e o Sambalanço Trio (1965)
- Natural Feelings (1970)
- Weather Report - Weather Report (1971)
- Seeds on the Ground- The Natural Sound of Airto (1971)
- Return to Forever (1972) (c/ Return to Forever)
- Free (1972)
- Light as a Feather (1973) (c/ Return to Forever)
- Fingers (1973)
- Virgin land (1974)
- Deodato/Airto in Concert. (c/ Eumir Deodato) (1974)
- Identity (1975)
- Promises of the Sun (1976)
- I'm fine, How are You? (1977)
- Touching you, Touching me (1979)
- Missa espiritual-Airto's Brazilian mass (1984)
- Humble People. (c/ Flora Purim)(1985)
- The Magicians. (c/ Flora Purim)(1986)
- Latino-Aquí se Puede (1986)
- Three-Way Mirror. (c/ Flora Purim e Joe Farrell) (1987) Reference Recordings
- The Colours of Life. (c/ Flora Purim) (1988)
- Samba de Flora (1988) Montuno
- The Sun is Out. (c/ Flora Purim)(1989)
- Struck by Lightinings (1989)
- Dafos. (c/ Mickey Hart e Flora Purim) (1989)
- Planet Drum. (c/ Mickey Hart e Flora Purim) (1991)
- The Other Side of This (1992)
- Live at Ronnie Scott's Club (1992) (c/ Fourth World)
- Killer Bees. Airto Moreira & The Gods of Jazz (1993)
- Encounters of the Fourth World (1995) (c/ Fourth World)
- Live in South Africa 1993 (1996) (c/ Fourth World)
- Last Journey (1998) (c/ Fourth World)
- Homeless (2000)
- Code: Brasil Target: Recife  (2000)
- Life After That (2003)
- Aluê (2017)